# Pareilicrinia
Pareilicrinia là một chi bướm đêm thuộc họ Geometridae.